# Yrjö Kallinen

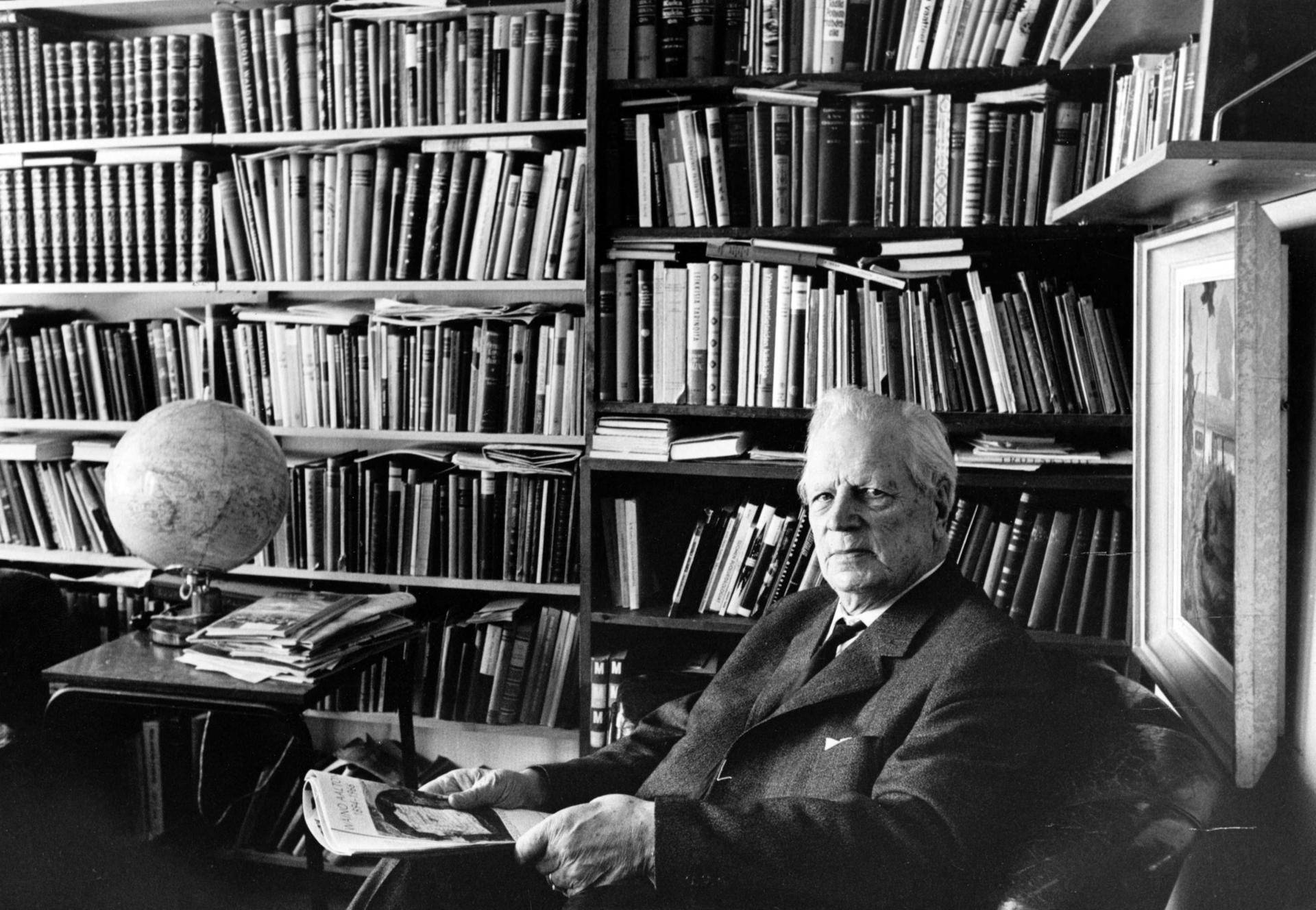
Yrjö Kallinen 1966

Yrjö Henrik Kallinen (* 15. Juni 1886 in Oulu; † 1. Januar 1976 in Helsinki) war ein finnischer Politiker der Sozialdemokratischen Partei Finnlands (Suomen Sosialidemokraattinen Puolue), der unter anderem einige Jahre Abgeordneter des Parlaments (Eduskunta) sowie zeitweilig Staatsratsminister und Verteidigungsminister war.

## Leben
Kallinen arbeitete nach dem Besuch der Grundschule zwischen 1899 und 1905 in verschiedenen Berufen, ehe er von 1905 bis 1918 als Weichensteller und Bremser bei der Eisenbahn in Oulu tätig war. Nach Ende des Ersten Weltkrieges befand sich der Sozialdemokrat aus politischen Gründen im Gefängnis und arbeitete nach seiner Entlassung als Maschinenschlosser in Lahti, ehe er 1924 Dozent der Konföderation der Konsumgenossenschaften (Kulutusosuuskuntien Keskusliitto) wurde. Zuletzt wirkte er zwischen 1927 und 1955 als pädagogischer Leiter der Institution.
Zum Ende des Zweiten Weltkrieges wurde Kallinen bei den Wahlen im März 1945 zum Abgeordneten in das Parlament (Eduskunta) gewählt, in dem er zwischen dem 6. April 1945 und dem 21. Juli 1948 den Wahlkreis Turku-Nord vertrat. Zu Beginn seiner Parlamentszugehörigkeit war er Vorsitzender der Fraktion der Sozialdemokraten sowie Mitglied im Verfassungsausschuss.
Am 26. März 1946 wurde Kallinen von Ministerpräsident Mauno Pekkala als Staatsratsminister zum Minister im Amt des Ministerpräsidenten in dessen Regierung berufen und übernahm zugleich von Pekkala das Amt des Verteidigungsministers. Während er das Amt des Verteidigungsministers bis zum Ende der Amtszeit Pekkalas am 29. Juli 1948 bekleidete, folgte ihm Hertta Kuusinen am 4. Juni 1948 als Staatsratsministerin.

## Veröffentlichungen
- Hälinää ja hiljaisuutta, Memoiren, 1958